# Baldaccio d'Anghiari
Baldo di Piero Bruni, noto come Baldaccio Bruni o Baldaccio d'Anghiari (Anghiari, 1400 circa – Firenze, 6 settembre 1441), è stato un condottiero italiano.

## Biografia
Figlio di Assunta e di Piero di Vagnone Bruni, procuratore della repubblica di Firenze nelle terre di Sorci: l'antenato Bruno, vissuto duecento anni prima, era un ricco proprietario terriero e possessore dell'omonimo castello, dove il discendente dimorerà con la consorte. Baldo nacque intorno al 1400 (più probabilmente negli ultimi anni del 1300) ad Anghiari da famiglia "antica e onorata d'insegna", trascorse una giovinezza turbolenta durante la quale fu varie volte processato. In particolare, nel 1420, insieme con alcuni compagni, venne condannato a morte per omicidio, ma la sentenza non fu eseguita perché gli imputati non furono catturati. Per la prestanza fisica, il temperamento focoso e le bravate con gli amici fu subito denominato Baldaccio. La sua prodezza è stata ricordata dal Machiavelli nelle Istorie fiorentine:
Soldato di ventura, dopo aver combattuto a Zagonara per Carlo Malatesta (1424), Baldaccio fu nuovamente condannato a morte (1426) per un'aggressione a scopo di rapina, ma anche in questo caso riuscì a far perdere le proprie tracce. Nel 1430 combatté ad Arezzo in sostegno di Firenze contro le truppe di Niccolò Piccinino, che cercava di occupare la città per conto del signore di Piombino Jacopo II Appiano. Successivamente fu ancora al servizio di Firenze contro la repubblica di Lucca, facendosi tanto onore da meritare la revisione e la cassazione delle condanne a morte pendenti su di lui.
Nel 1434 combatté in Romagna per conto del duca di Milano, mentre l'anno successivo fu ancora al soldo della Repubblica fiorentina che lo mandò in appoggio al papa Eugenio IV impegnato a domare una rivolta a Bologna. Subito dopo passò al servizio di Niccolò Fortebraccio e Giangiacomo Pugnomartello contro Francesco Sforza e Piergiorgio Insolente nelle Marche. Proprio Francesco Sforza nell'aprile del 1437 nominò Baldaccio maestro di campo dell'esercito fiorentino, ma i due capitani non furono mai in buoni rapporti, tanto che giunsero a sfidarsi in un duello in cui l'anghiarese ebbe la meglio.
Ormai molto popolare, Baldaccio Bruni fu insignito della cittadinanza fiorentina il 19 giugno 1437. L'anno seguente sposò Annalena Malatesta, figlia di Galeotto Malatesta (?-1441 ca.), signore di Ghiaggiolo e Valdoppio. Nel 1439, Baldaccio combatté a fianco di Guidantonio da Montefeltro, signore di Urbino, alleato dei Visconti nella guerra tra Milano e Venezia, che vedeva Firenze schierata sul fronte opposto. Nella primavera seguente Baldaccio combatté in Umbria a fianco del Piccinino, ma alla scadenza della condotta si mise in proprio e iniziò a pianificare la presa di Piombino. In quell'ottica occupò Suvereto, ma lo scontro tra i molteplici interessi connessi a quel punto strategico, che riguardavano Firenze, Siena, Genova, gli Orsini e Jacopo II Appiano, si risolse con un nulla di fatto e Baldaccio sgomberò la città dietro cospicuo compenso.
Dopo aver combattuto (estate 1441) in Romagna per conto del Papa contro il Piccinino e aver poi desistito dall'idea di ritentare l'occupazione di Piombino, Baldaccio rientrò a Firenze. Il suo accresciuto prestigio era però sempre più temuto da molti, fra cui Cosimo de' Medici, la cui fazione era in ascesa.
Baldaccio fu ucciso il 6 settembre 1441 a Palazzo Vecchio da uomini al soldo del Gonfaloniere di Giustizia Bartolomeo Orlandini. Il cadavere fu poi gettato dalla finestra e trascinato in piazza della Signoria, dove gli fu mozzata la testa, esposta poi al pubblico ludibrio. Fu tumulato nel chiostro dei Morti della basilica di Santo Spirito, in Firenze, dopo l'intervento della moglie presso il papa Eugenio IV. La cappella funebre della famiglia Bruni si trovava ad Anghiari nella chiesa di Sant'Agostino.
La vedova ventiduenne Annalena, in seguito alla morte precoce del figlioletto Galeotto, alienò le sue proprietà e adibì a monastero la sua casa in Oltrarno, dove visse come terziaria domenicana gli ultimi anni fino alla morte avvenuta nel 1491.

## Galleria d'immagini

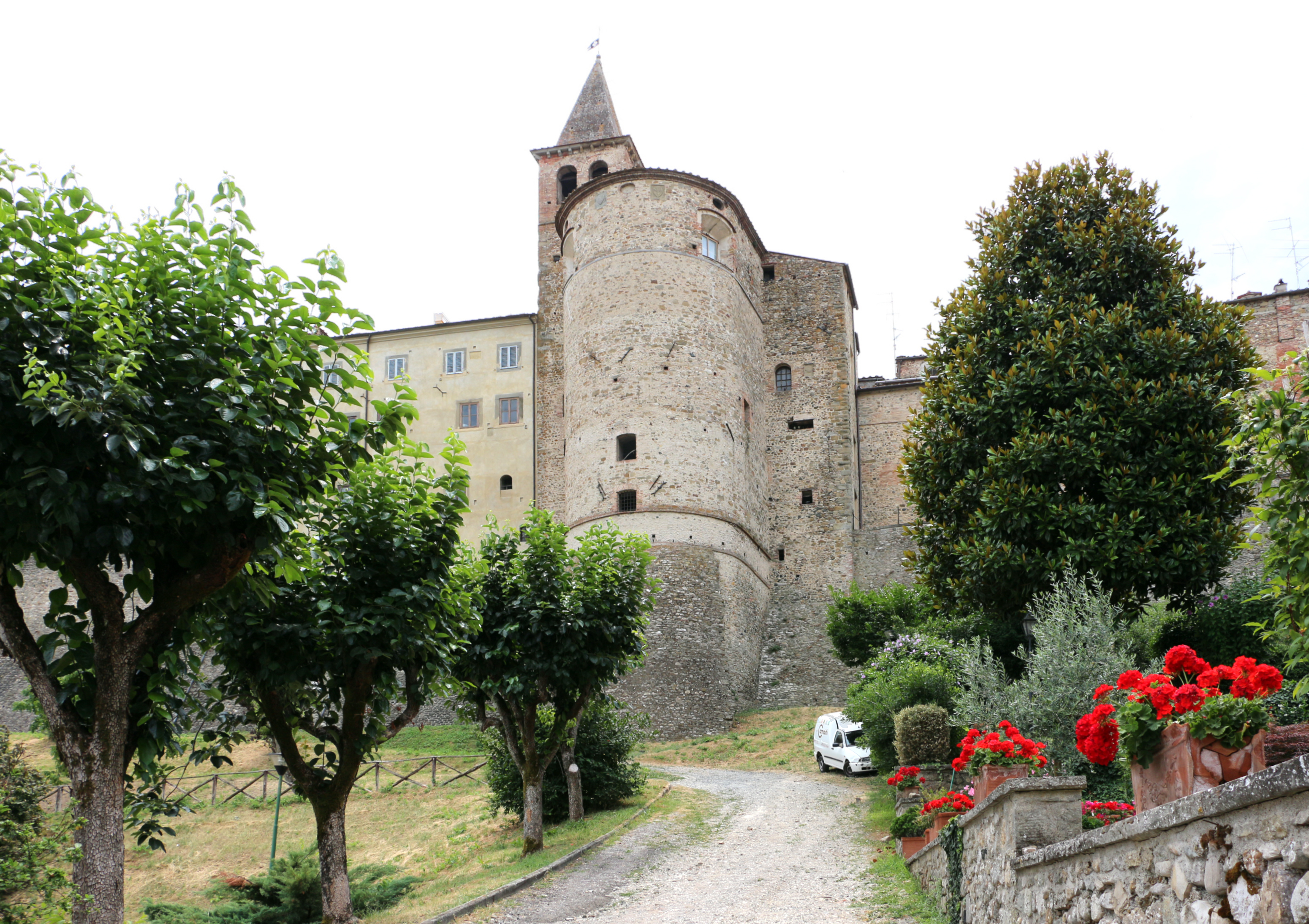
La rocca di Anghiari
Il castello di Sorci, in cui risiedettero Baldaccio e la moglie
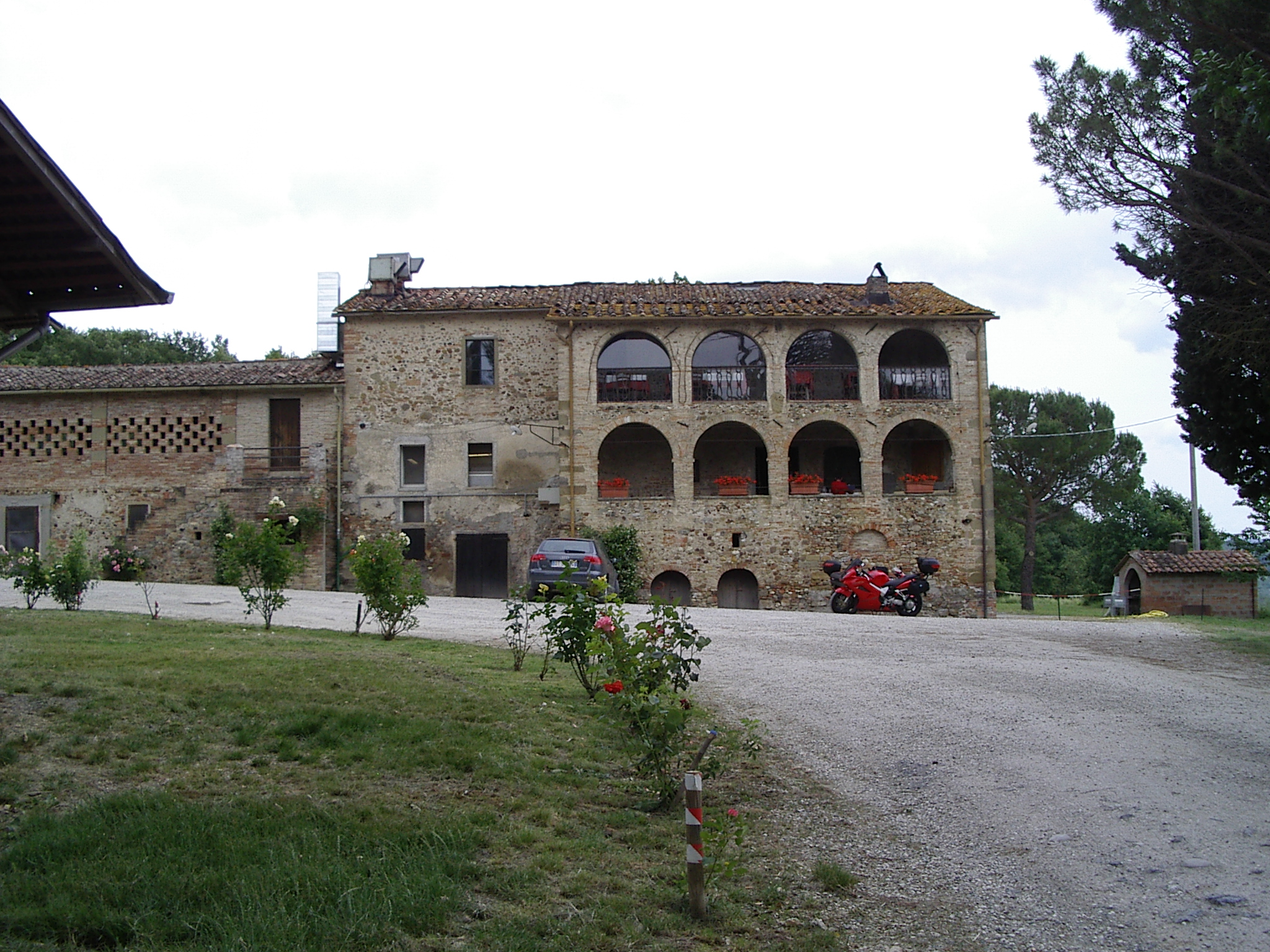
La Locanda del castello di Sorci
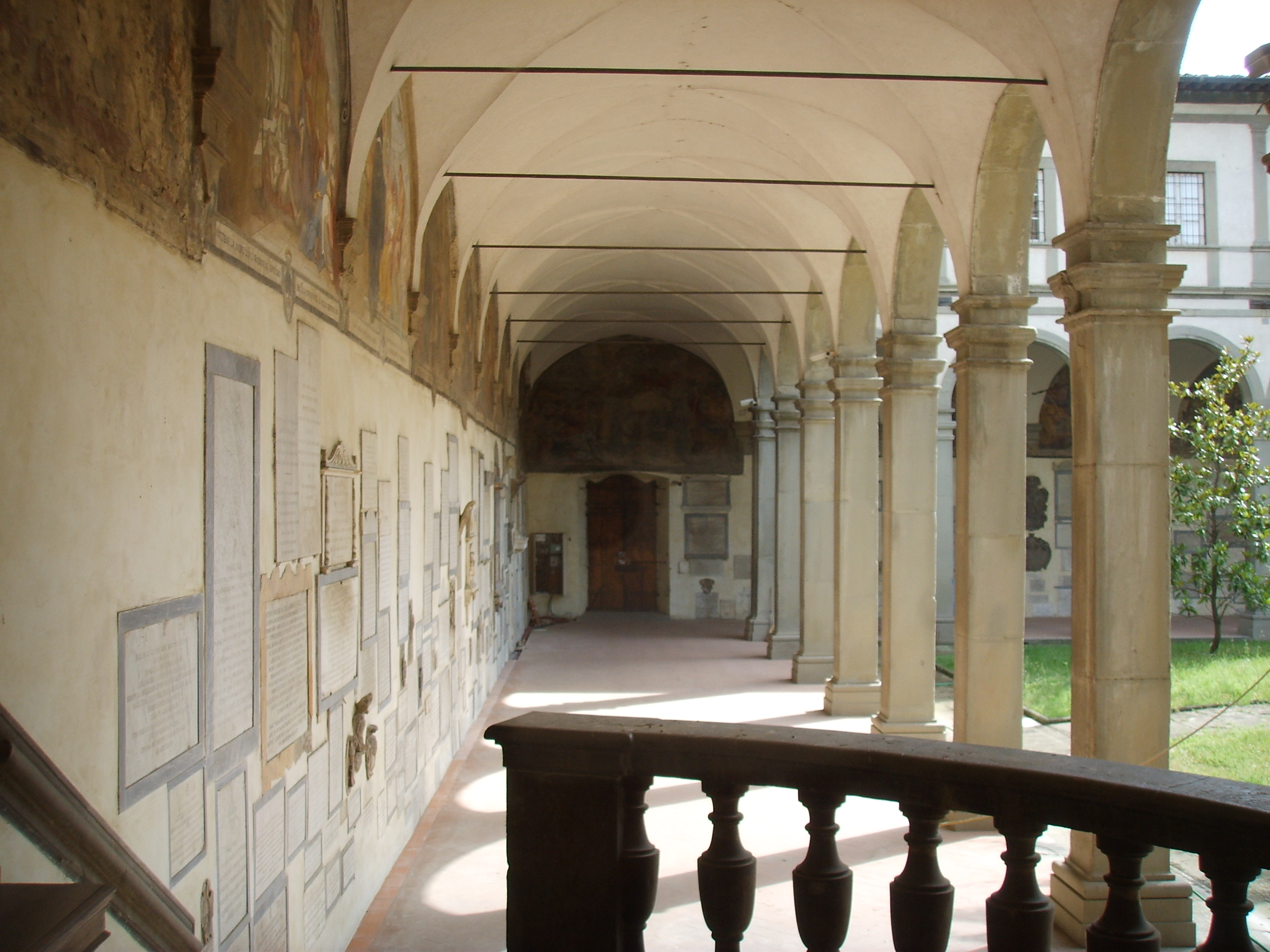
Chiostro dei Morti in Santo Spirito a Firenze, luogo di sepoltura di Baldaccio